# Meliosma
Meliosma és un gènere d'angiospermes de la família Sabiaceae, pròpies de l'Àsia i Amèrica.

## Característiques
Són arbres menuts o grans entre 10-45 m, originaris de les zones temperades i càlides de l'Àsia del Sud, l'Extrem Orient i Amèrica. El gènere conté entre unes 100 i 25 espècies segons els autors.
Els fòssils demostren que aquest gènere havia tingut una distribució més ampla en l'Hemisferi nord en el passat fins al Pliocè.
L'eruga de la papallona Choaspes benjaminii menja les fulles de M. pungens, rhoifolia, M. rigida, i M. squamulata.

## Taxonomia
Àsia
- Meliosma angustifolia
- Meliosma arnottiana (sin.= Wellingtonia arnottiana)
- Meliosma beaniana
- Meliosma bifida
- Meliosma callicarpaefolia
- Meliosma cuneifolia
- Meliosma dilleniifolia
- Meliosma dumicola
- Meliosma flexuosa
- Meliosma fordii
- Meliosma glandulosa
- Meliosma henryi
- Meliosma kirkii
- Meliosma laui
- Meliosma longipes
- Meliosma myriantha
- Meliosma oldhamii
- Meliosma parviflora
- Meliosma paupera
- Meliosma pinnata
- Meliosma pungens
- Meliosma rhoifolia
- Meliosma rigida
- Meliosma simplicifolia
- Meliosma squamulata
- Meliosma sumatrana
- Meliosma thomsonii
- Meliosma thorelii
- Meliosma veitchiorum
- Meliosma velutina
- Meliosma yunnanensis

Amèrica
- Meliosma alba
- Meliosma bogotana
- Meliosma brasiliensis Urb.
- Meliosma cordata
- Meliosma frondosa
- Meliosma glaziovii
- Meliosma itatiaiae
- Meliosma linearifolia
- Meliosma littlei
- Meliosma meridensis
- Meliosma nesites
- Meliosma sellowii
- Meliosma sinuata
- Meliosma sirensis
- Meliosma vernicosa
- Meliosma youngii